# Eosentomon australicum
Eosentomon australicum är en urinsektsart som beskrevs av Womersley 1939. Eosentomon australicum ingår i släktet Eosentomon och familjen trakétrevfotingar. Inga underarter finns listade i Catalogue of Life.